# Elfstedentocht
De Elfstedentocht (Fries: Alvestêdetocht) is een bijna 200 kilometer lange schaatstocht over natuurijs die wordt georganiseerd door de Koninklijke Vereniging De Friesche Elf Steden. Vanwege de afstand en vanwege het heroïsche karakter wordt de Elfstedentocht ook wel "De Tocht der Tochten" genoemd. Leeuwarden, de hoofdstad van Friesland, is vanouds de start- en aankomstplaats. 
De Elfstedentocht werd voor het eerst (officieel) in 1909 gereden en wordt maximaal eenmaal per winter gehouden. In totaal is de tocht tot nu toe vijftien maal verreden. De meest recente tocht vond plaats in 1997. Er heeft nog nooit zo veel tijd tussen twee edities gezeten als nu (10358 dagen). Het oude record stond op 8070 dagen, tussen de edities van 1963 en 1985.

## Traject
De tocht brengt de deelnemers langs de elf steden in Friesland die ooit stadsrechten hebben verkregen. Hoewel Drachten met meer dan 45.000 inwoners de op een na grootste plaats van Friesland is, en Heerenveen met meer dan 30.000 de vierde tellen deze plaatsen niet mee als 'stad'. Naast deze elf historische steden voert de tocht ook langs dorpen, maar de route vereist niet dat deze dorpen ook allemaal worden aangedaan. De elf steden moeten uiteraard wel allemaal aangedaan worden. Zo waren er plannen voor de – niet uitgeschreven – tocht in 2012 om tussen Sloten en Stavoren niet via het riviertje de Luts in Balk te gaan maar via de Fluessen. Omdat Balk niet tot de elf steden behoort, doet een dergelijke alternatieve route niets af aan de status van het traject: het blijft een geldige Elfstedentocht.
De eerste vier tochten, 1909-1933, en de zevende, 1941, werden tegen de klok in afgelegd; de overige tien met de klok mee. Sindsdien was de route als volgt:
| Stad                | Fries      | Afstand vanaf startpunt (km) |
| ------------------- | ---------- | ---------------------------- |
| Leeuwarden (start)  | Ljouwert   | 0                            |
| Sneek               | Snits      | 22                           |
| IJlst               | Drylts     | 26                           |
| Sloten              | Sleat      | 40                           |
| Stavoren            | Starum     | 66                           |
| Hindeloopen         | Hylpen     | 77                           |
| Workum              | Warkum     | 86                           |
| Bolsward            | Boalsert   | 99                           |
| Harlingen           | Harns      | 116                          |
| Franeker            | Frjentsjer | 129                          |
| Dokkum              | Dokkum     | 174                          |
| Leeuwarden (finish) | Ljouwert   | 199                          |

Een uitzondering hierop zijn de Elfstedentochten van 1947, 1963 en gedeeltelijk van 1986, toen tussen Hindeloopen en Workum  over het IJsselmeer werd geschaatst. 
Hemelsbreed is de afstand van stad naar stad slechts 155 km. 
Een bekende plaats van de Elfstedentocht is Bartlehiem, doordat de schaatsers het traject van Bartlehiem naar Dokkum twee keer afleggen. De eerste keer op weg van Franeker naar Dokkum en de tweede keer weer terug in de richting van de finish in Leeuwarden. Het is niet de enige plaats waar de schaatsers twee keer langskomen, ook Birdaard en de andere dorpen langs de Dokkumer Ee worden twee keer bezocht. Het Slotergat, een kort traject tussen Sloten en het Slotermeer, wordt ook twee keer afgelegd.

### De Hel van het Noorden
Het noordelijk deel van het traject , tussen Franeker en Dokkum, staat ook wel bekend als De Hel van het Noorden. Het werd gezien als een zwaar stuk, waar men door weilanden met weinig bebouwing en beschutting schaatst en de wind meermaals tegen is.

### IJsselmeerroute[2]
Drie maal trok de Elfstedentocht over het IJsselmeer: in 1947, 1963, én, bij velen veel minder bekend, in 1986.
Alle drie de keren betrof dit het stuk ‘zee’ tussen Hindeloopen en Workum, een afstand van ruim drie kilometer.
1947
De eerste keer dat de Elfstedentocht het IJsselmeer over moest, was in 1947 tijdens de achtste officiële Tocht der Tochten. Het was de Tocht, die de meeste ophef zou veroorzaken. De nummers 1, 2, 3 en 4 werden gediskwalificeerd. Nummer 5, Jan W. van der Hoorn uit Ter Aar, werd weken later tot winnaar uitgeroepen.
Vanwege het slechte ijs tussen Hindeloopen en Workum moesten de rijders bij Hindeloopen buitenom naar Workum. Het waren Joop Bosman en Jaap Wijnia die als eersten bij Hindeloopen de haven uitreden de ‘zee’ op. Kort daarachter zaten Henk Schueler, Klaas Schipper en Dirk van der Duim. Het ijs was spiegelglad, maar er lag veel zand, waardoor er veel valpartijen waren. Het traject was met vlaggen goed afgebakend. De wind was fel, maar scheen de rijders niet te deren. Zij koersten aan op de ‘Theebus’ van Workum. De sterke Schipper bereikte als eerste de zeedijk bij Workum en werd daar op de rug van een ‘helper’ naar boven gedragen.
1963
Was het stukje IJsselmeer in 1947 gewoon een ‘stukje’ ijs van de Elfstedentocht, zestien jaar later ondernam de latere winnaar Reinier Paping op ‘zee’ zijn eerste poging om weg te komen. Vooral de manier waarop Paping de dijk bij Workum beklom maakte indruk. Op datzelfde IJsselmeer verspeelde Aad de Koning, een van de vijf van het Pact van Dokkum uit 1956, zijn kansen door een zware val. De kopgroep van twintig man werd in ieder geval uiteengereten, waarna Paping eenmaal terug over de dijk net buiten Workum op de trekvaart naar Parrega met succes alle registers opengooide.
1986
Minder bekend is dat de Elfstedentocht ook in 1986 over het ijs van het IJsselmeer is getrokken. Dat gebeurde pas diep in de middag, toen winnaar Evert van Benthem al lang en breed binnen was. De organisatie vertrouwde het ijs tussen Hindeloopen en Workum niet helemaal, en had, in geval van nood, al een reserve, gecontroleerde route uitgezet over het IJsselmeer. De staart van de toerrijders moest uiteindelijk de ‘zee’ over. In Hindeloopen werden de tochtrijders aan het eind van de Zijlroede bij gemeenschapscentrum Foeke het IJsselmeer opgeleid. Hoewel ver in de middag heeft een aantal van die toerrijders uiteindelijk ook Leeuwarden nog gehaald.

## Voorbereiding
De Elfstedentocht wordt ieder jaar voorbereid door het bestuur en de 22 rayonhoofden. Om groen licht te kunnen geven voor de tocht moet er op het gehele traject een ijsdikte zijn van minimaal 15 cm. Alle 22 rayonhoofden van de vereniging moeten hun instemming betuigen. Voorafgaand aan de tocht worden soms kleinere wakken opgevuld met ijs, de zogenaamde ijstransplantaties. Op plekken waar niet geschaatst kan worden (bijvoorbeeld door slecht ijs, een lage brug, een doodlopend water) worden voorzieningen gemaakt waar schaatsers op de kant kunnen komen en een stuk moeten lopen, het zogenaamde klunen. Als er een Elfstedentocht geschaatst kan worden, wordt dit door de ijsmeester aangekondigd in het Fries. In 1985 werd dat gedaan met de woorden "It sil heve!" (Fries voor "Het gaat gebeuren!") en in 1997 met de woorden "It giet oan!" (Fries voor "Het gaat door!").

## Stempelposten
Elke deelnemer krijgt bij de inschrijving een stempelkaart. In bovengenoemde elf steden staan stempelposten. Daar moeten de wedstrijd- en toerrijders hun stempelkaarten tonen die dan − met de hand − afgestempeld worden. Bovendien zijn er drie geheime stempelposten om te voorkomen dat de deelnemers een deel van het traject per auto afleggen. Bij een geheime controle wordt er met een speciale tang een gaatje in de kaart geknipt. 
Deelnemers die alle stempels en 'knippen' op de kaart hebben staan en voor middernacht over de eindstreep op de Bonkevaart in Leeuwarden komen ontvangen het zogenaamde Elfstedenkruisje.
De eerste elf aankomende mannelijke deelnemers én de eerste elf aankomende vrouwen ontvangen een medaille. De winnaar van de tocht bij de mannen ontvangt een zilveren schotel, de Pim Mulier-wisselprijs. De winnaar bij de vrouwen ontvangt twee wisselprijzen: een zilveren bokaal en een zilveren wisselbeker. Beide winnaars worden gehuldigd met een krans en hun namen worden bijgezet in de inscriptie van het beeld van de Elfstedenrijder.

## Geschiedenis
Vanouds was schaatsen in koude winters voor een Fries de enige manier om een lange afstand af te leggen, want een paard was niet voor iedereen betaalbaar. Het staat vast dat er in vorige eeuwen al eens weddenschappen zijn afgesloten en succesvolle pogingen zijn gedaan om op één dag alle Friese steden te bezoeken. Dat blijkt uit een epos op rijm van Van Boelens uit 1749:
De knaap was lang beducht,
Voor het baasje, dat gelijk een vogel door de lucht
Kon vliegen over het ijs. 't Is Pier die ellef Steden
Van Friesland, op een dag, heeft in het rond gereden
Zie ook: Elfstedentochten voor 1909
In december 1890 maakte Pim Mulier een schaatstocht langs de elf Friese steden. Hij stond aan de basis van de organisatie van de eerste officiële tocht en de eerste wedstrijd in 1909 en ontwierp het kruisje dat deelnemers krijgen die de tocht volbrengen. Sinds 1909 zijn er vijftien officiële Elfstedentochten (op schaatsen) gehouden. De laatste was op 4 januari 1997. 

### 1909
Eind 1908 werd de wedstrijd uitgeschreven op een nog nader te bepalen datum. Er zou tot 5 januari gelegenheid zijn om in te schrijven. Toen het echter bleef vriezen en het ijs goed werd geacht, werd abrupt besloten de Elfstedentocht te vervroegen. De nieuwe einddatum voor inschrijving werd verschoven naar 1 januari. Mensen die echter tot Nieuwjaarsdag hadden gewacht waren daardoor te laat om zich in te schrijven. Zelfs inschrijvingen op oudejaarsdag werden om onbekende reden niet meer geaccepteerd. Uiteindelijk hadden 48 personen zich tijdig ingeschreven.
Op de dag dat de tocht moest plaatsvinden viel plotseling de dooi in, waarop een meerderheid van de deelnemers het voor gezien hield. De 23 overgebleven rijders die zich meldden bij hotel Amicitia aan de Wirdumerdijk te Leeuwarden kregen te horen dat ze zelf moesten zien of ze nog wilden meedoen.

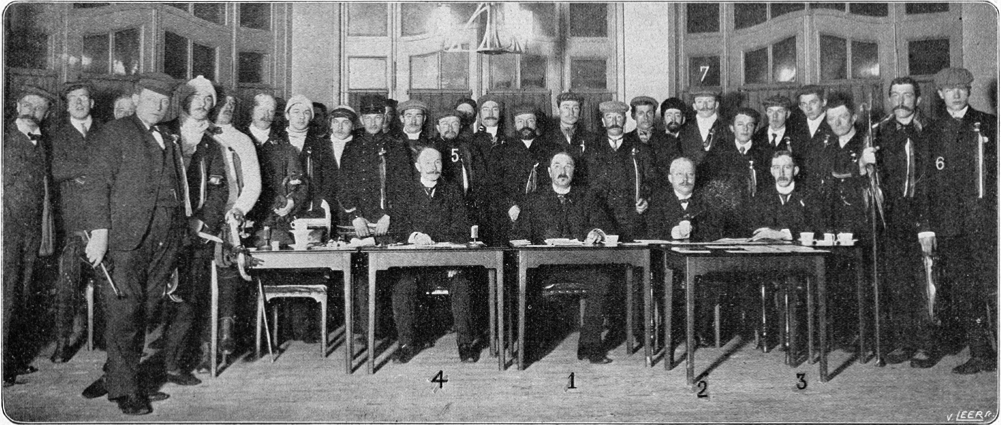
Deelnemers aan de eerste Elfstedentocht in 1909

### 1912
De tocht vond plaats op 7 februari 1912.

### 1917

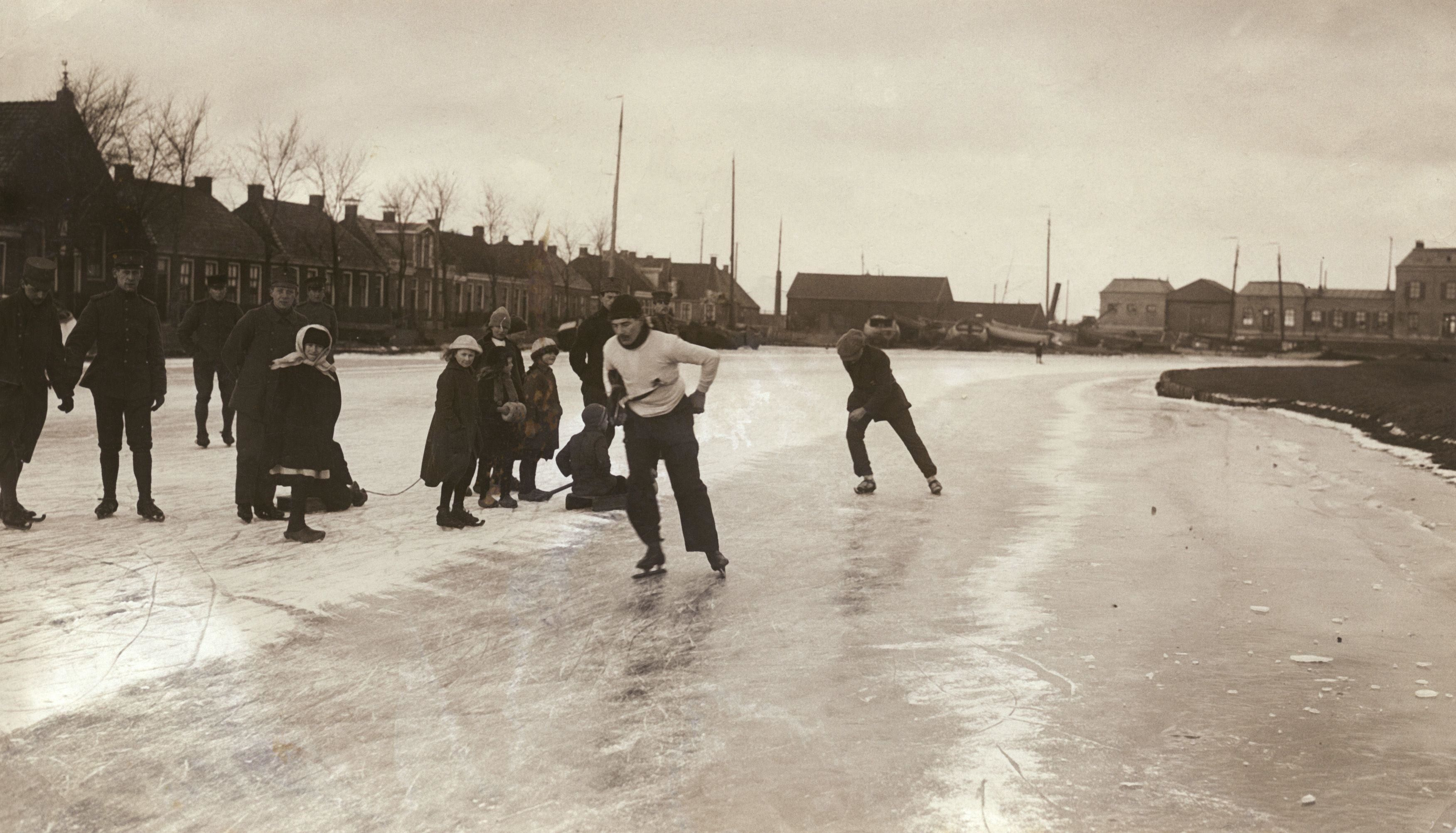
Elfstedentocht van 1917 in Stavoren

De tocht vond plaats op 27 januari 1917.

### 1929
Ook tijdens de tocht van 12 februari 1929 varieerde de temperatuur tussen -18°C 's ochtends en -8°C in de middag bij een harde noordooster, maar toen was het ijs veel beter van kwaliteit. Slechts 155 van de 303 deelnemers haalden de eindstreep in Leeuwarden.

### 1933
De vijfde editie van de Elfstedentocht werd verreden op 16 december 1933. Deze tocht is de enige tot nu toe die in december plaatsvond.

### 1940
De tocht op 30 januari 1940 door het besneeuwde landschap was zeer zwaar vanwege de stormachtige oostenwind, de matige tot strenge vorst en stuifsneeuw.

### 1941
Met toestemming van de Duitse bezetters werd op 6 februari 1941 de 7e Elfstedentocht gehouden. Er was goed ijs, maar er was verduistering, dus ook geen buitenverlichting. Winnaar was Auke Adema, tweede Joop Bosman.

### 1942
De tocht vond plaats op 22 januari 1942.

### 1947
De tocht vond plaats op 8 februari 1947. Jan van der Hoorn kwam als vijfde over de finish. Hij werd echter uitgeroepen tot winnaar toen bleek dat de eerste vier onreglementaire hulp hadden gehad van het publiek.

### 1954
De tocht vond plaats op 3 februari 1954.

### 1956
Ook op 14 februari 1956 was de tocht moeilijk door het hobbelige ijs met talrijke scheuren en zware sneeuwbuien, waardoor de baan heel smal was.

### 1963
Op 18 januari 1963 vertoonde het ijs veel scheuren. Verder vroor het bij de start 18° Celsius. Ook 's middags vroor het matig en door de stormachtige oostenwind was het voor het gevoel nog veel kouder. Bovendien was er stuifsneeuw: Friesland was twee dagen eerder onder een 20 cm dik sneeuwtapijt bedolven. Van de meer dan 10.000 deelnemers behaalden uiteindelijk slechts 57 wedstrijdrijders en 72 toerrijders een Elfstedenkruisje: een diepterecord in de geschiedenis van de Elfstedentocht. De volgende dag woedde een zware sneeuwstorm.
Deze Elfstedentocht was de eerste die op televisie te zien was. In 2009 is de Elfstedentocht van 1963 verfilmd onder de naam De Hel van '63. Het was de eerste keer dat de finish buiten de stad Leeuwarden was gelegd en de enige finish op de Groote Wielen.

### 1985

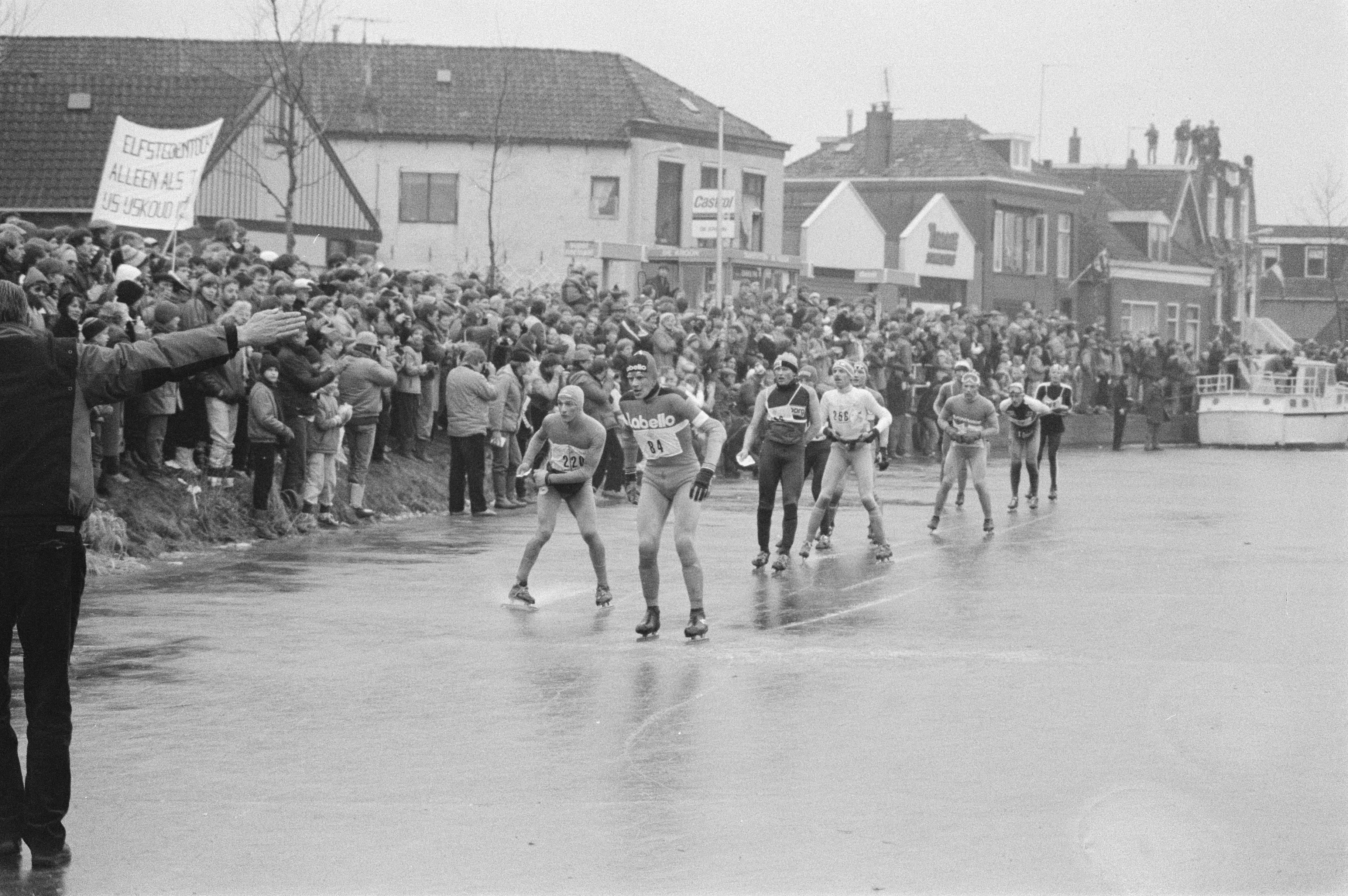
Elfstedentocht van 1985 in Bolsward

Na 1963 konden er lange tijd geen Elfstedentochten worden verreden. Als een van de boosdoeners werd in de jaren 70 en 80 de thermische waterverontreiniging aangewezen: de lozing van (relatief warm) koelwater door elektriciteitscentrales en industrie zou ertoe geleid hebben dat voor dezelfde ijsdikte als in 1963 zo'n vier graden méér vorst noodzakelijk was. Pas op 21 februari 1985 kon de tocht opnieuw worden georganiseerd. Het dooide, maar het ijs was nog goed. Een landelijke gekte brak uit. Tijdens deze editie mochten vrouwen voor het eerst aan de wedstrijd meedoen, maar er was nog geen aparte wedstrijd voor vrouwen. Ook werd er voor het eerst op de huidige finishplaats op de Bonkevaart aan de Groningerstraatweg gefinisht.

### 1986

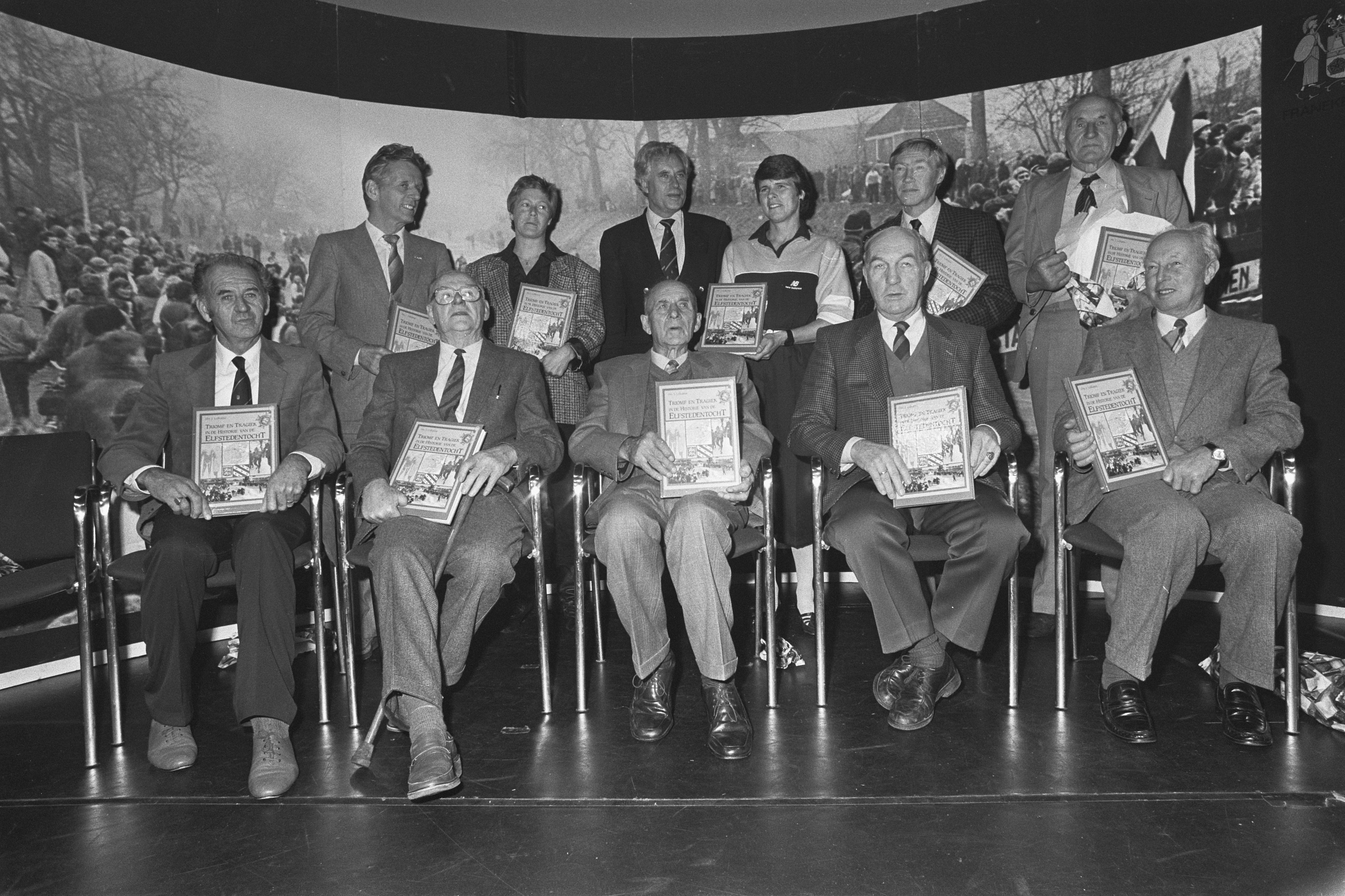
Elfstedentochtwinnaars bij de presentatie van een boek over de tocht, 4 november 1986.

Tijdens de Elfstedentocht van 26 februari 1986 was het ijs hard met veel scheuren. Het vroor matig bij een matige noordooster. In dit jaar nam ook toenmalig kroonprins Willem-Alexander der Nederlanden onder het pseudoniem W.A. van Buren deel aan de Elfstedentocht.

### 1997
De laatste Elfstedentocht tot nu toe werd verreden op 4 januari 1997. Deze was relatief zwaar, met windkracht 5 tot 6 en vorst, temperaturen van -6 graden in de ochtend tot maximaal -3 graden in de middag. In combinatie met de wind leverde dat gevoelstemperaturen op tussen -10 en -15°C en ongeveer -18°C tijdens windvlagen. Anders dan de uitzonderlijk zware tocht van 1963 was het ijs nu echter sneeuwvrij en van goede kwaliteit.

## Winnaars
|       | datum       | jaar | weer                                      | deelnemers | deelnemers | winnaar                      | winnaar                      | winnaar | km    | winnares (**)       | winnares (**) | winnares (**) |
| start | datum       | jaar | weer                                      | finish     | naam       | woonplaats                   | tijd                         | naam    | km    | woonplaats          | tijd          |               |
| ----- | ----------- | ---- | ----------------------------------------- | ---------- | ---------- | ---------------------------- | ---------------------------- | ------- | ----- | ------------------- | ------------- | ------------- |
| 1e    | 2 januari   | 1909 | dooi                                      | 23         |            | Minne Hoekstra               | Warga                        | 13:50   | 189   |                     |               |               |
| 2e    | 7 februari  | 1912 | dooi, regen                               | 65         | 36%        | Coen de Koning               | Arnhem                       | 11:40   | 189   |                     |               |               |
| 3e    | 27 januari  | 1917 |                                           | 150        | 61%        | Coen de Koning               | Arnhem                       | 9:53    | 189   | Janna van der Weg   | Leeuwarden    | 13:24         |
| 4e    | 12 februari | 1929 | strenge vorst, harde wind                 | 303        | 38%        | Karst Leemburg               | Leeuwarden                   | 11:09   | 191   |                     |               |               |
| 5e    | 16 december | 1933 | zeer gunstig                              | 512        | 94%        | Abe de Vries                 | Dronrijp                     | 9:05    | 195   |                     |               |               |
| 5e    | 16 december | 1933 | zeer gunstig                              | 512        | 94%        | Sipke Castelein              | Wartena                      | 9:05    | 195   |                     |               |               |
| 6e    | 30 januari  | 1940 | sneeuwval, harde wind                     | 3404       | 43%        | Piet Keijzer                 | De Lier                      | 11:30   | 198,5 |                     |               |               |
| 6e    | 30 januari  | 1940 | sneeuwval, harde wind                     | 3404       | 43%        | Cor Jongert                  | Alkmaar                      | 11:30   | 198,5 |                     |               |               |
| 6e    | 30 januari  | 1940 | sneeuwval, harde wind                     | 3404       | 43%        | Durk van der Duim            | Warga                        | 11:30   | 198,5 |                     |               |               |
| 6e    | 30 januari  | 1940 | sneeuwval, harde wind                     | 3404       | 43%        | Sjouke Westra                | Warmenhuizen                 | 11:30   | 198,5 |                     |               |               |
| 6e    | 30 januari  | 1940 | sneeuwval, harde wind                     | 3404       | 43%        | Auke Adema                   | Franeker                     | 11:30   | 198,5 |                     |               |               |
| 7e    | 6 februari  | 1941 | gunstig                                   | 1900       | 88%        | Auke Adema                   | Franeker                     | 9:19    | 198,5 |                     |               |               |
| 8e    | 22 januari  | 1942 | gunstig                                   | 4832       | 82%        | Sietze de Groot              | Weidum                       | 8:44    | 198   |                     |               |               |
| 9e    | 8 februari  | 1947 | strenge vorst, harde wind                 | 2061       | 15%        | Jan W. van der Hoorn         | Ter Aar                      | 10:51   | 191   |                     |               |               |
| 10e   | 3 februari  | 1954 | lichte vorst, weinig wind                 | 2735       | 81%        | Jeen van den Berg            | Heerenveen                   | 7:35    | 198,5 |                     |               |               |
| 11e   | 14 februari | 1956 | strenge vorst, slecht ijs                 | 6339       | 76%        | Geen winnaar uitgeroepen (*) | Geen winnaar uitgeroepen (*) | 8:46    | 190,5 |                     |               |               |
| 12e   | 18 januari  | 1963 | zeer zwaar, vorst, harde wind, slecht ijs | 9862       | 1,3%       | Reinier Paping               | Ommen                        | 10:59   | 196,5 |                     |               |               |
| 13e   | 21 februari | 1985 | dooiend                                   | 16 455     | 79%        | Evert van Benthem            | Sint Jansklooster            | 6:47    | 196,8 | Lenie van der Hoorn | Ter Aar       | 7:33          |
| 14e   | 26 februari | 1986 | gunstig                                   | 16 999     | 88%        | Evert van Benthem            | Sint Jansklooster            | 6:55    | 199,3 | Tineke Dijkshoorn   | Schipluiden   | 7:55          |
| 15e   | 4 januari   | 1997 | vorst, harde wind                         | 16 738     | 69%        | Henk Angenent                | Woubrugge                    | 6:49    | 199,6 | Klasina Seinstra    | Luxwoude      | 7:49          |

(*) Na gedeelde overwinningen in 1933 en 1940, werd dit verschijnsel door de organisatie verboden. Jan J. van der Hoorn, Aad de Koning, Jeen Nauta, Maus Wijnhout en Anton Verhoeven overtraden in 1956 echter deze regel toen ze gezamenlijk als eersten de finish overschreden. Hun tijd was 8:46. Zij werden niet gediskwalificeerd, maar er werd geen winnaar uitgeroepen.

(**) Er was tot 1985 geen aparte wedstrijd voor vrouwen. Daarvóór werden zij niet tot de wedstrijd toegelaten en konden zij dus enkel als recreatierijders de tocht rijden. In 1985 startten ze tegelijk met de mannen. Pas in 2012 werd het besluit genomen om de vrouwen die aan de wedstrijd deelnemen een aparte starttijd te geven, een kwartier nadat de mannelijke wedstrijdrijders waren vertrokken.

## Weersomstandigheden

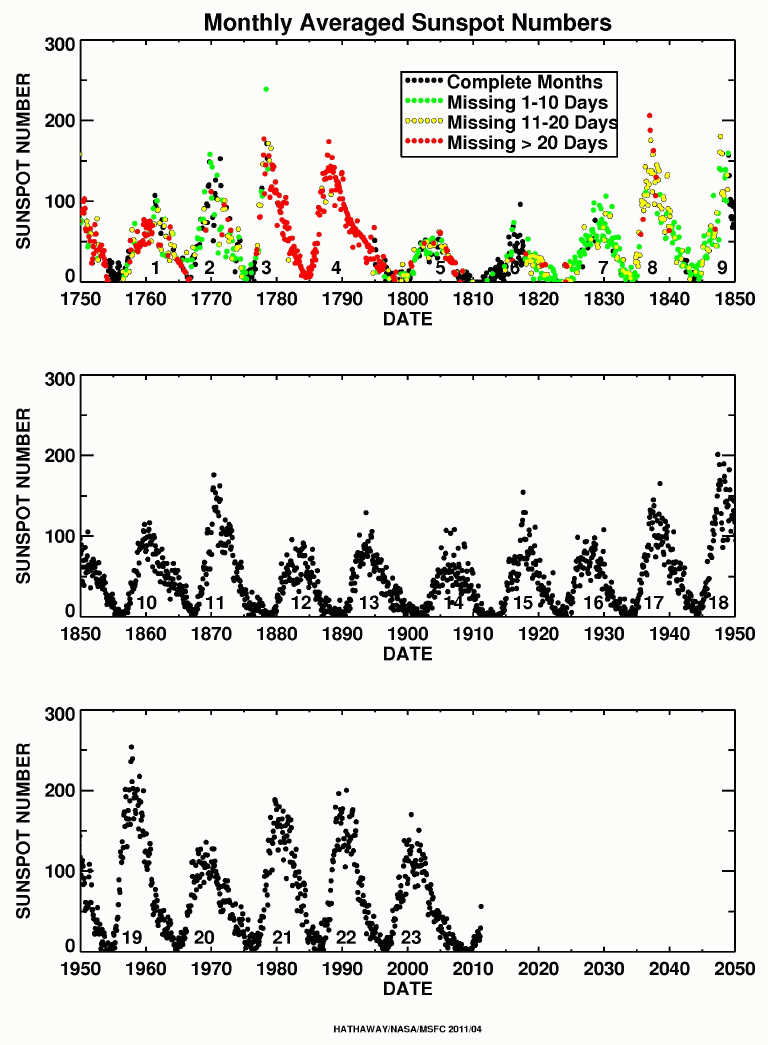
Wolf-getal sinds 1750.

De meeste winters met een Elfstedentocht waren koud of streng, maar dat zegt nog weinig over het weer op de dag van het evenement en de kwaliteit van het ijs. Vooral wind en sneeuw kunnen het heel onaangenaam maken. Ook na een winderige en wisselvallige vorstperiode laat de kwaliteit van het ijs vaak te wensen over.
Van de vijftien officieel erkende Elfstedentochten van de 20e eeuw zijn er drie met dooi gereden, vier bij lichte vorst, drie bij matige vorst en vijf bij strenge vorst (onder -10°C).
Ideaal waren de omstandigheden op 27 januari 1917, 16 december 1933, 6 februari 1941 en 3 februari 1954. Die Elfstedentochten zijn gereden op uitstekend ijs bij lichte of matige vorst, maar windstil en vaak ook zonnig weer. Lichte dooi met zacht ijs was er tijdens de tochten op 2 januari 1909 en 7 februari 1912.
Het voorspellen van de Elfstedentocht is niet mogelijk. In 2001 schatte het KNMI de kans op een Elfstedentocht in de winter nog op 10%. In januari 2007 voorspelde het KNMI dat de kans op een nieuwe Elfstedentocht gedurende de komende decennia als gevolg van de opwarming van de aarde steeds verder zou afnemen.
In sommige winters scheelde het weinig of er had een Elfstedentocht plaats kunnen vinden. Dit was onder meer het geval in 1987, 1996 en 2012.
Er is een vrij sterke correlatie tussen lage zonneactiviteit en het houden van de Elfstedentocht. Ongeveer elke elf jaar is de activiteit van de zon op een dieptepunt, wat zou kunnen betekenen dat het op aarde kouder is dan buiten deze periode.

## Procedures

### Inschrijving

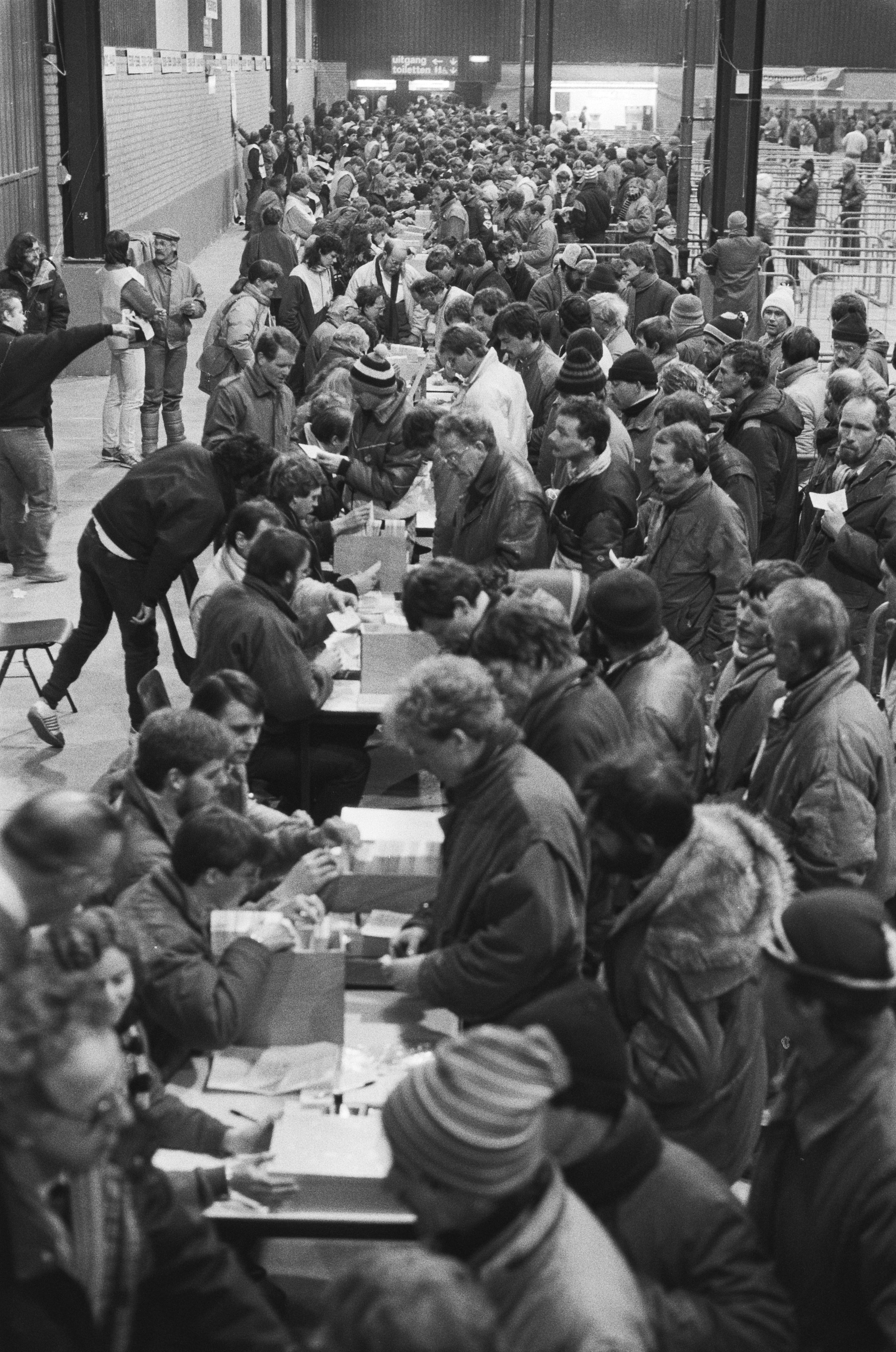
Inschrijvingen bij de 14e Elfstedentocht

Omdat de kanalen, kluunplaatsen en dergelijke maar een bepaalde capaciteit hebben, kan er maar een beperkt aantal mensen meedoen. Dat aantal ligt rond de 16.000. Sinds 1986 kent de vereniging een ledenstop. Die was ingesteld omdat het aantal rijdende leden (toen 20.566) het aantal beschikbare startplaatsen ver overtrof. Wel zijn er vanaf 1990 potentiële deelnemers toegelaten. Onder hen wordt jaarlijks een aantal startplaatsen verloot. Het evenement heeft een bijna mythische status en is razend populair.
Uitsluitend leden van de Elfstedenvereniging met een startkaart kunnen meedoen. Uiteraard zijn er altijd zwartrijders, maar die vormen slechts een kleine minderheid. Onder de leden van de Elfstedenvereniging werd in het verleden geloot om de startplaatsen te verdelen. Iemand kan tegenwoordig alleen maar lid worden van de vereniging als twee leden van de vereniging verklaren dat zij denken dat die persoon de tocht kan voltooien. Deze regel is ingesteld omdat in het verleden veel mensen meededen die totaal niet in staat bleken om de tocht uit te rijden. Zij namen wel startplaatsen in beslag en zorgden ook voor extra druk op de vrijwilligersorganisatie, doordat de uitvallers naar de startplaats moesten worden teruggebracht.
Op de ledenvergadering van 22 december 2014 werd besloten dat vanaf de winter van 2015/2016 alle ruim 30.000 leden die voor juni van 2014 waren ingeschreven mogen meedoen. Daartoe zal de route door het centrum van Sneek opgesplitst worden in een Westelijke deelroute en Oostelijke deelroute door het centrum. Beide routes komen weer samen op De Kolk voor de markante Waterpoort van Sneek.

### Start
Er wordt gestart in groepen van 1000 deelnemers. De mensen met een startbewijs krijgen te horen in welke groep zij starten. De eersten starten omstreeks 6 uur 's ochtends, nog in het donker. Om de 10 à 15 minuten wordt een groep op het ijs toegelaten, zodat na 4 à 5 uur iedereen gestart is. Bij de laatste drie tochten was dit vanuit het evenementencomplex dat heden ten dage het WTC Leeuwarden heet. Bij toekomstige tochten zal dit een enkele honderden meters verderop vanuit de Elfstedenhal gebeuren.

### Startkaarten
Startkaarten zijn persoonsgebonden en dus niet overdraagbaar. Vanaf seizoen 2015/2016 mag elk lid van de vereniging starten. Doordat er soms 20 jaar of meer tussen de verschillende tochten zit zullen, als de tocht dan daadwerkelijk gereden gaat worden, er veel zijn die op het laatste moment bedenken dat ze niet (meer) in staat zijn om de tocht uit te rijden en dat ze het ook niet meer willen proberen. Kaarten werden doorgegeven aan familie, vrienden, vage kennissen en werden via internet aangeboden. De vereniging probeert dat te voorkomen.

## Vrouwen
In 1912 was Jikke Gaastra uit Leeuwarden de eerste vrouw die aan de Elfstedentocht deelnam. Ze kwam, in een route die tegen de klok in liep, tot Sneek, waar ze zes minuten te laat was om haar tocht te mogen vervolgen. Omdat ze alle elf steden had aangedaan, kreeg ze toch het Elfstedenkruisje. De eerste vrouw die de Elfstedentocht tot aan de finish volbracht, was Janna van der Weg in 1917. In 1940 was de 24-jarige Sjoerdtsje Faber de snelste vrouw. In 1947 haalden er van de 35 gestarte vrouwen slechts zes de finish.
In 1985 konden voor het eerst vrouwen deelnemen aan de wedstrijd. In 1985 was de snelste vrouw Lenie van der Hoorn, in 1986 was dat Tineke Dijkshoorn en in 1997 de zwangere Klasina Seinstra. In deze edities was er echter nog geen sprake van een aparte wedstrijd voor vrouwen. In de eerstvolgende Elfstedentocht zal dat wel het geval zijn. De wedstrijd bij de vrouwen gaat dan 15 minuten na die van de mannen van start. In 2021 werden Lenie van der Hoorn, Tineke Dijkshoorn en Klasina Seinstra door de Vereniging De Friesche Elf Steden alsnog als vrouwelijke winnaar van de Elfstedentocht erkend.

## Klunen
Sinds de 'Elfstedenkoorts' is klunen (het lopen op schaatsen) een algemeen bekend woord geworden en staat sinds 1992 in het Van Dale woordenboek. 

## Jaaraanduiding
Meestal wordt een Elfstedentocht aan het begin van het jaar − dat wil zeggen in januari of februari − gehouden, waardoor het geen onduidelijkheid oplevert om bij het aanduiden van de betreffende tocht slechts één jaartal te noemen. De enige uitzondering hierop is de tocht van 1933, die plaatsvond op 16 december 1933, dus in de winter 1933-'34. Aangezien er geen Elfstedentocht was in de winter van 1932-'33, is ook de aanduiding "Elfstedentocht van 1933" eenduidig.

## Monumenten
Langs de route staan diverse beelden en monumenten ter ere van de winnaars (mannen en vrouwen) van de Elfstedentocht. 

Het Elfstedenmonument op de Canterlandse brug vlak bij Giekerk (2011)
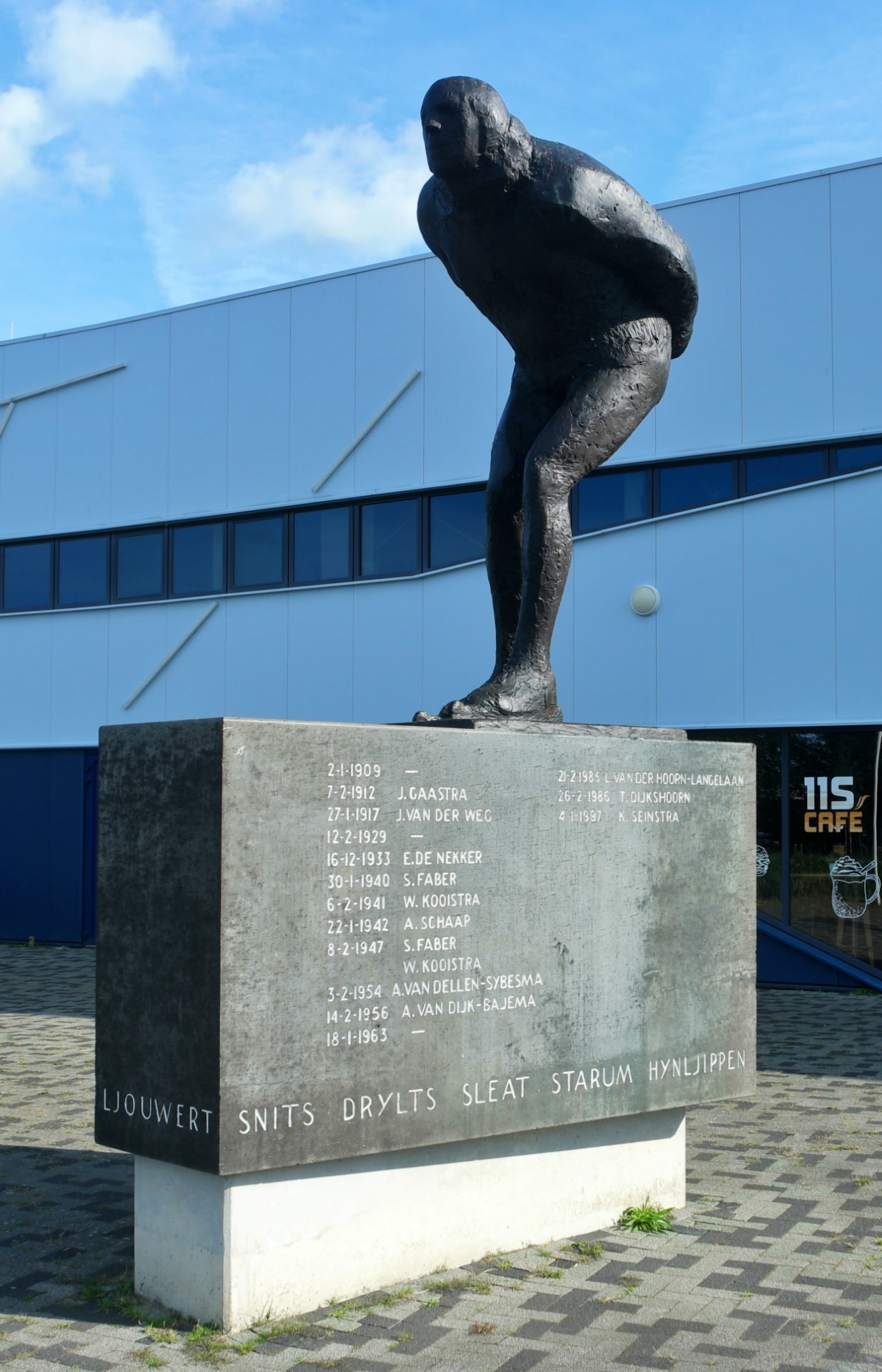
Elfstedenrijder, monument bij de Elfstedenhal (2024)
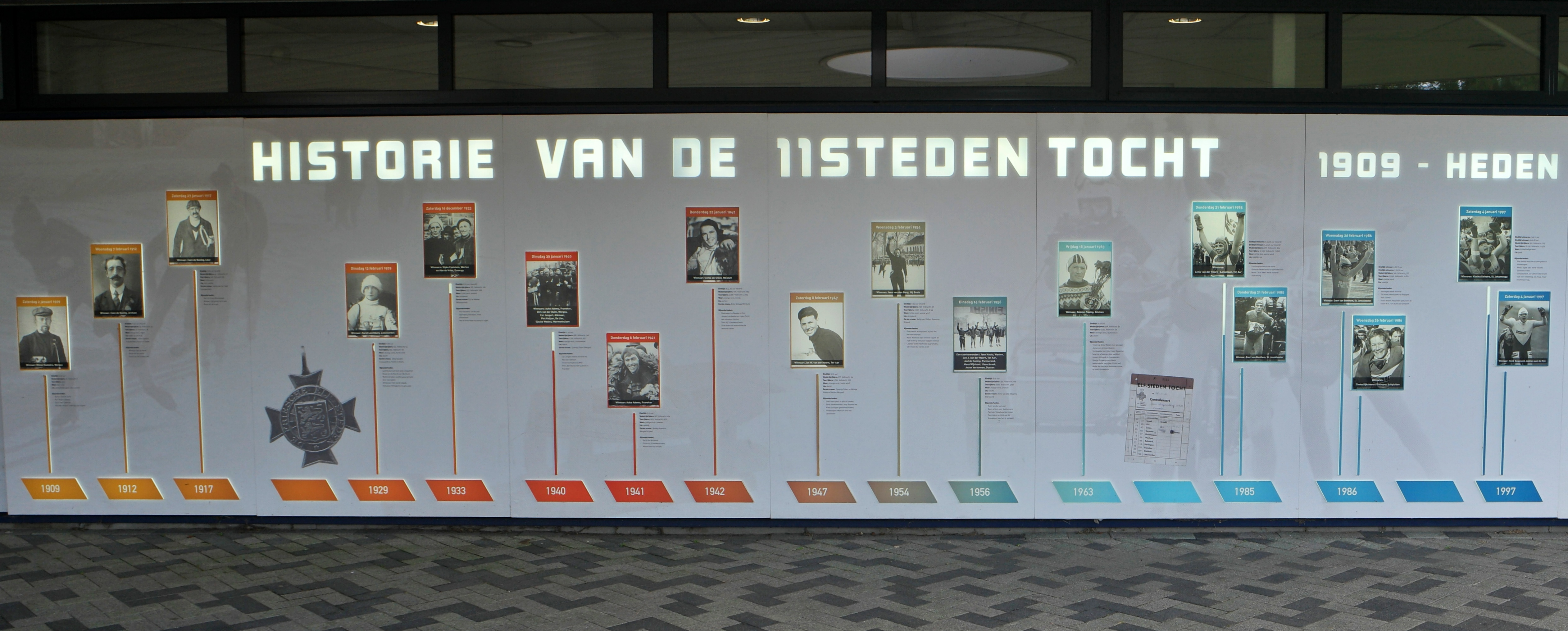
Wall of Fame (herdenkingswand), Elfstedenhal (2024)
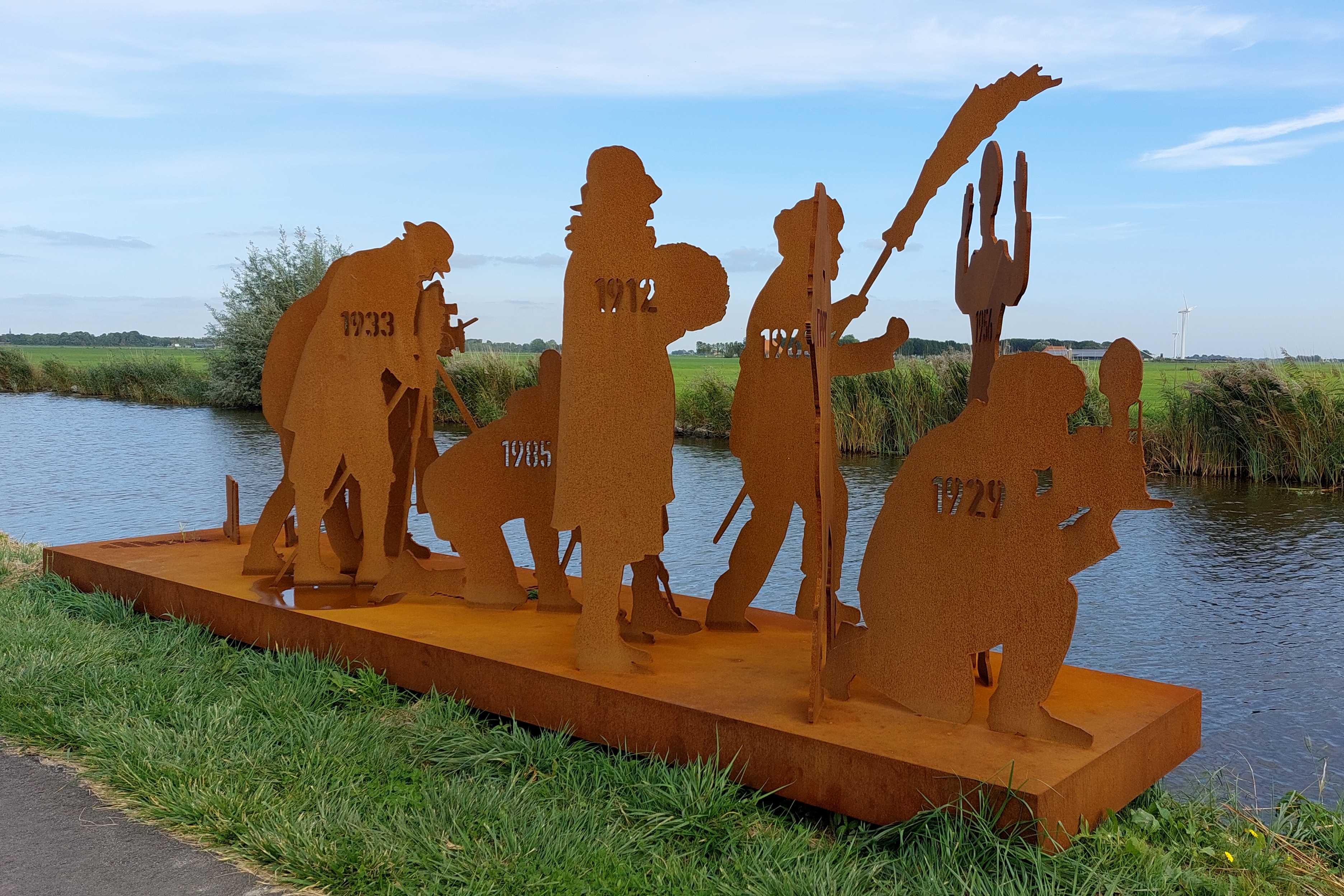
Fyftjin en Fierder, monument aan de Workumertrekvaart bij Tjerkwerd (2022)
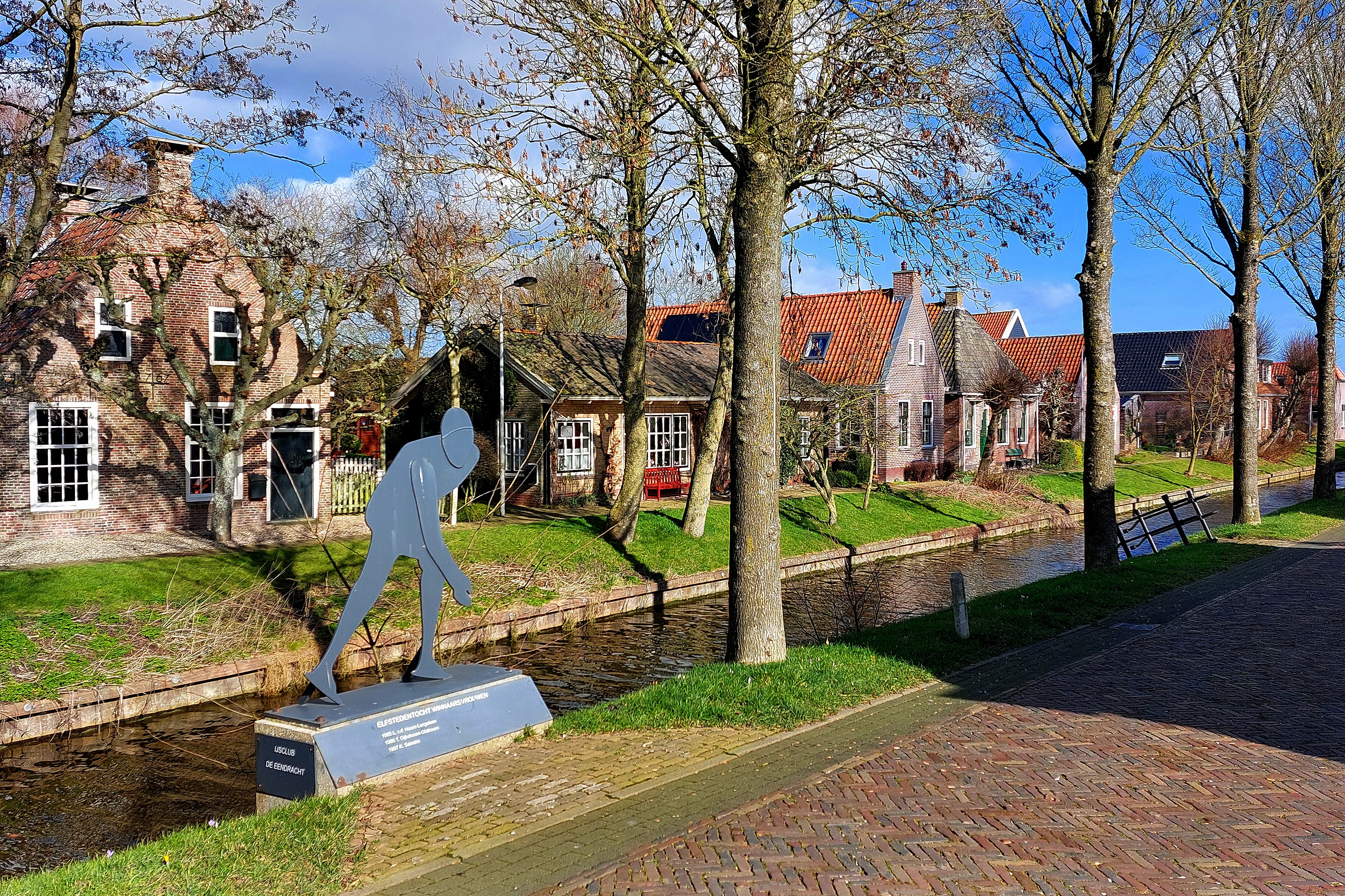
Elfstedenrijdster, winnaars vrouwen 1985, 1986 en 1997, aan de Leistervaart bij Oude Leije (2023)

## Alternatieve Elfstedentocht
Vanwege de weersomstandigheden kan de Elfstedentocht slechts zelden gereden worden. Sinds 1974 vindt daarom ieder jaar de Alternatieve Elfstedentocht over 200 km plaats in het buitenland. 

## Varia
- De term Elfstedenkoorts wordt wel gebruikt als de kans op een nieuwe Elfstedentocht toeneemt en men zich alvast op de mogelijke tocht begint voor te bereiden.
- In de periode 2001−2008 is het Elfstedenmonument tot stand gekomen.
- In de film Kapitein Rob en het geheim van professor Lupardi uit 2007 wil professor Lupardi met een door hem uitgevonden weermachine de Elfstedentocht laten mislukken om wraak te nemen voor het feit dat zijn vader in 1963 werd uitgeloot voor deelname aan de tocht. Hiervoor wil hij het eerst flink laten vriezen, zodat het ijs overal dik genoeg is voor een Elfstedentocht en als iedereen op het ijs staat wil hij het laten dooien, zodat alle schaatsers door het ijs zouden zakken.
- In het Suske en Wiske-album De elfstedenstunt uit 2007 schaatsen Suske, Wiske, Lambik en Jerom de Elfstedentocht om de lentefee Frisia te bevrijden uit de handen van de ijskoningin Froast om het zo lente te laten worden in het Friesland van 1748.
- In 2008 publiceerde het wetenschappelijke tijdschrift Climatic Change dat volgens de berekeningen van het Planbureau voor de Leefomgeving vier keer vaker de Elfstedentocht georganiseerd had kunnen worden: in 1939, 1979, 1987 en in 1996.[18]
- Langeafstandszwemmer Maarten van der Weijden ging in 2018 en 2019 zwemmend langs de route van de Elfstedentocht om geld op te halen voor kankerbestrijding. In 2018 moest hij opgeven, in 2019 voltooide hij na ruim drie etmalen zijn 195 kilometer lange tocht en haalde hij de finish van de 11stedenzwemtocht.
- Op 28 november 2019 werd op de Bonkevaart op de plek van de finishlijn van de Elfstedentocht de "Finishboog" onthuld, een lichtkunstwerk in de vorm van een half Elfstedenkruisje, ontworpen door het kunstenaarsduo Tijdmakers, gevormd door Saskia Hoogendoorn en Lieuwe Martijn Wijnands. Dit lichtkunstwerk vormt samen met zijn weerspiegeling een volledig Elfstedenkruisje over het water van de Bonkevaart, de beloning die de schaatsers ontvangen als ze voor middernacht de tocht uitrijden. Dit is een blijvende herinnering voor iedereen die de tocht ooit heeft gereden of al jaren verlangt naar een nieuwe Elfstedentocht.
- Sporthistoricus Jurryt van de Vooren lanceerde op 15 januari 2020 (de datum van oprichting in 1909 van de Koninklijke Vereniging De Friesche Elf Steden) in het Fries Scheepvaart Museum in Sneek de eerste "Dag van de Elfstedentocht", bedoeld om de herinnering aan de Elfstedentocht in leven te houden.[19]
- Begin 2020 maakte het Fries Film Archief de ontdekking bekend van tot dusver onbekende filmbeelden van de Elfstedentochten van 1954 en 1956: twee kleurenfilmpjes van een Friese ondernemer, die met een 16mm-camera de koplopers volgde. Het zijn de oudst bekende bewegende kleurenbeelden van de Elfstedentocht.[20]
- De Friese triatleet Stefan van der Pal zwom, fietste en liep de Elfstedentriatlon in 2022. Hij voltooide de tocht in 5 dagen zwemmen, 7 uur fietsen en 32,5 uur hardlopen. In 2023 deed Maarten van der Weijden hetzelfde om geld op te halen voor kankerbestrijding. Hij voltooide de triatlon in 7 dagen, waarbij hij het laatste deel niet hardlopend, maar wandelend aflegde.
- Musical De Tocht. In oktober 2023 ging in Leeuwarden musical De Tocht in première in het Friso Theater, een speciaal hiervoor gebouwde hal. Deze musical vertelt een fictief verhaal over verschillende deelnemers aan de Elfstedentocht.[21]